# Solenopsis globularia
Solenopsis globularia es una especie de hormiga del género Solenopsis, subfamilia Myrmicinae.

## Distribución
Esta especie se encuentra en Senegal, Brasil, Colombia, Costa Rica, Cuba, Ecuador, El Salvador, Guayana Francesa, islas Galápagos, Guadalupe, Guatemala, México, Nicaragua, Puerto Rico, San Vicente y las Granadinas, Estados Unidos y Polinesia Francesa.